# Helmut Slapnicka
Helmut Slapnicka (* 6. Juni 1916 in Saaz; † 2006) war ein österreichischer Rechtswissenschaftler und Hochschullehrer.

## Leben und Wirken
Nach seiner Reifeprüfung 1934 am Gymnasium in Brüx/Most studierte Helmut Slapnicka Rechtswissenschaft sowie Staatswissenschaft und Politikwissenschaft an der Deutschen Universität Prag. Seine Prüfung zum Dipl. sc.pol. legte er 1939 ab, nachdem er dort 1938 zum Dr. jur. promoviert worden war. Ab 1939 war er zunächst als Rechtsreferendar bzw. Rechtsassessor im staatlichen Verwaltungsdienst an verschiedenen Orten in Brüx sowie in Baden tätig. Nach der Vertreibung der Deutschen aus Tschechien kam er in das österreichische Linz und war dort als Jurist tätig, vor allem bis zu seinem Eintritt in den Ruhestand 1978 in der Bischöflichen Finanzkammer. Im Jahre 1970 erfolgte seine Habilitation an der Universität Graz für östeuropäisches Staatsrecht. 1980 wurde er zum außerordentlichen Professor ernannt. Slapnicka veröffentlichte zahlreiche Arbeiten über das Recht der ostmitteleuropäischen Staaten vor und nach 1989/90 sowie die Vertreibung der Deutschen und Ungarn nach 1945.
Sein Bruder ist der österreichische Historiker und Journalist Harry Slapnicka.

## Veröffentlichungen (Auswahl)
- Zwischen Zentralismus und Föderalismus. Die staatsrechtlichen Gestaltungsversuche eines übernationalen Österreichs und die Sudetendeutschen (= Veröffentlichung / Göttinger Arbeitskreis, Bd. 88). Holzner, Kitzingen/Main 1953.
- Die neue Verwaltungsgliederung der Tschechoslowakei und ihre Vorläufer. In: Der Donauraum, Bd. 5 (1960), H. 3, S. 139–158.
- Quellen und Literatur des ostmitteleuropäischen Rechts seit dem Zweiten Weltkrieg. In: Der Donauraum, Bd. 9 (1964), H. 2, S. 95–109.
- Die Rechtsstellung der Kirche in der Tschechoslowakei. Materialien zu einem Staatskirchenrecht der volksdemokratischen und der sozialistischen Tschecheslowakei. In: Karl Reiss (Hrsg.): Kirche, Recht und Land. Festschrift Weihbischof Prof. Dr. Adolf Kindermann dargeboten zum 70. Lebensjahre. Ackermann-Gemeinde, München 1969, S. 116–129.
- Die sozialistische Kollektivperson. Funktion und Struktur der juristischen Person in den europäischen Volksdemokratien (= Veröffentlichungen des Österreichischen Ost- und Südosteuropa-Instituts, Bd. 7). Böhlau, Wien 1969.
- Die böhmischen Länder und die Slowakei 1919–1949. Die Tschechoslowakei 1945–1965. In: Karl Bosl (Hrsg.): Handbuch der Geschichte der böhmischen Länder. Bd. 4. Hiersemann, Stuttgart 1970, S. 3–150 u. S. 303–348, ISBN 3-7772-7012-1.
- Das Eigentumssystem der osteuropäischen Verfassungen. In: Der Donauraum, Bd. 18 (1973), H. 2–3, S. 146–159.
- Österreichs Recht außerhalb Österreichs. Der Untergang des österreichischen Rechtsraums (= Schriftenreihe des Österreichischen Ost- und Südosteuropa-Instituts, Bd. 4). Oldenbourg, München 1973, ISBN 3-7028-0058-1.
- Staatsaufbau  und Verfassungsordnung. Die Grundrechte und Grundpflichten. Rechtsschutz. In: Collegium Carolinum, München (Hrsg.): Tschechoslowakei (= Länderberichte Osteuropa, Bd. 3). Hanser, München 1977, S. 87–102 u. S. 105–109, ISBN 3-446-12061-0.
- Tschechoslowakei. In: Georg Brunner/Boris Meissner (Hrsg.): Verfassungen der kommunistischen Staaten (= UTB, Bd. 953). Schöningh, Paderborn 1979, S. 416–475.
- Übernahme und Fortentwicklung des österreichischen Staatskirchenrechts in den Nachfolgestaaten. In: Helmut Schnizer/Kurt Woisetschläger: Kirche und Staat – Symbol und Kunst. Echter, Würzburg 1987, S. 97–119, ISBN 3-429-01107-8.
- Die Rechtsentwicklung im gespaltenen Europa. In: Bohemia, Bd. 31 (1990), H. 1, S. 73–90.
- Die Entwicklung des Wahlrechts in der Tschechoslowakei seit dem Zweiten Weltkrieg. In: Osteuropa, Bd. 36 (1990), H. 4, S. 237–250.
- Das tschechoslowakische Verfassungsprovisorium. In: Osteuropa, Bd. 37 (1991), H. 4, S. 257–285.
- Beamtenerziehungsanstalten oder Nährboden für Kritik und Aufruhr. Die Juristenausbildung in Prag und Olmütz im Vormärz. In: Bohemia, Bd. 34 (1993), H. 1, S. 29–46.
- Die Verfassung der slowakischen Republik. In: Osteuropa, Bd. 39 (1993), H. 3, S. 157–197.
- Die Verfassungsordnung der Tschechischen Republik. In: Osteuropa, Bd. 40 (1994), H. 1, S. 28–63.
- Die rechtlichen Grundlagen für die Behandlung der Deutschen und der Magyaren in der Tschechoslowakei 1945–1948. In: Richard G. Plaschka u. a. (Hrsg.): Nationale Frage und Vertreibung in der Tschechoslowakei und Ungarn 1938–1948. Aktuelle Forschungen (= Zentraleuropa-Studien, Bd. 3). Verlag der Österreichischen Akademie der Wissenschaften, Wien 1997, S. 155–192, ISBN 3-7001-2519-4.
- Dokumente zur Diskussion über die Benes-Dekrete. In: Osteuropa, Bd. 45 (1999), S. 511–520.
- Staat und Kirchen in der Tschechischen Republik. In: Osteuropa, Bd. 47 (2001), H. 1, S. 492–499.
- Die Vertreibung der Deutschen aus der Sicht der innerstaatlichen Rechtsordnung. In: Bohemia, Bd. 42 (2001), H. 1, S. 11–26.
- Der Prager Lehrstuhl des Kirchenrechts im Vormärz. Josef Helfert und sein Lehrbuch. In: Zeitschrift der Savigny-Stiftung für Rechtsgeschichte, Bd. 89 (2003), S. 619–630.
- Die Illoyalität der Deutschen und Magyaren in der Tschechoslowakei als Legitimierungsgrundlage für die gegen sie ergriffenen Maßnahmen. In: Peter Haslinger (Hrsg.): Staat, Loyalität und Minderheiten in Ostmittel- und Südosteuropa 1918–1941 (= Buchreihe der Kommission für Geschichte und Kultur der Deutschen in Südosteuropa, Bd. 39). Oldenbourg, München 2007, S. 247–262, ISBN 3-486-58548-7.